# جون هوب سميث
جون هوب سميث (بالإنجليزية: John Hope Smith)‏ هو سياسي غاني، ولد في 1785، وتوفي في 15 مارس 1831. انتخب Governor of the Committee of Merchants of the Gold Coast ‏ (19 يناير 1817 – 27 مارس 1822).